# ناگاکوته، آیچی
ناگاکوته، آیچی (به لاتین: Nagakute, Aichi) یک منطقهٔ مسکونی در ژاپن است که در استان آیچی واقع شده‌است. ناگاکوته ۲۱٫۵۵ کیلومتر مربع مساحت و ۵۷٬۷۶۴ نفر جمعیت دارد.

## خواهرخوانده
شهر واترلو (بلژیک) خواهرخواندهٔ ناگاکوته، آیچی هست.